# کلادیو میراندا
کلادیو میراندا (انگلیسی: Claudio Miranda؛ زادهٔ ۱۹۶۴) یک مدیر فیلم‌برداری اهل شیلی است. که بیشتر به عنوان کارگردان برنده جایزه اسکار در فیلم زندگی پی اثر انگ لی و به عنوان مدیر فیلمبرداری فیلم دیوید فینچر به نام مورد عجیب بنجامین باتن شناخته می‌شود. او اولین فیلم کاملاً دیجیتالی که نامزد جایزه اسکار بهترین فیلمبرداری و جایزه انجمن سینماگران آمریکا شد. او همچنین به دلیل همکاری با کارگردان آمریکایی جوزف کوشینسکی شناخته شده‌است. او دومین فرد شیلیایی است که برنده جوایز اسکار شده‌است.

## جوایز
وی برنده جوایزی همچون جایزه اسکار بهترین فیلمبرداری شده است.

## فیلم‌شناسی به عنوان فیلم‌بردار
- شکست در اجرا (۲۰۰۶)
- مورد عجیب بنجامین باتن (۲۰۰۸)
- ترون: میراث (۲۰۱۰)
- زندگی پی (۲۰۱۲)
- فراموشی (۲۰۱۳)
- سرزمین فردا (۲۰۱۵)
- تنها شجاعان (۲۰۱۷)
- تاپ گان: ماوریک (۲۰۲۲)
- اسپایدرهد (۲۰۲۲)
- نیاد (۲۰۲۳)